# Sverre Bruun
Sverre Bruun, född 15 maj 1886 i Moss, död 6 mars 1987 i Tønsberg, var en norsk lektor och läroboksförfattare.
Bruun blev student 1904, candidatus realium 1910, var lärare vid Tønsbergs kommunala högre allmänskola 1911–1912, därefter adjunkt, överlärare och lektor där till 1958. Han utgav en rad läroböcker i kemi och fysik, delvis i samarbete med Olaf Devik. Han var ordförande i Tønsbergs lärlingskolas styrelse 1923–1948, ledamot av Undervisningsrådet 1929–1957 och av departementala rådet för typplaner för skolinventarier 1952.